# Аджыгёль (озеро)
Аджыгёль (тур. Acıgöl, букв. «горькое озеро») — неглубокое солёное озеро, расположенное в юго-западной части Турции, в илах Афьонкарахисар и Денизли. Имеет тектоническое происхождение.

## Характеристика
Озеро Аджигёль, известное также под названием Чардак и Башмакчи, имеет площадь около 154 км² и расположено сразу в двух илах — Афьонкарахисар и Денизли. При этом 120 км² находится на территории ила Афьон (80 км² в ильче Дазкыры, 40 км² в ильче Башмакчи), а остальная часть озера (30 км²) расположена внутри границ ила Денизли.
Длина озера 27 км, средняя ширина 9 км.
Аджигёль имеет вытянутую форму, окружено горами Маймун и Яндаг и питается множеством речек, стекающих с этих гор. На северо-востоке в озеро также впадает ручей Коджачай. Стоков озеро не имеет.
Расположенное на высоте 842 метра над уровнем моря и имея тектоническое происхождение, озеро Аджигёль имеет сравнительно небольшую глубину — в среднем 150—210 см. Уровень воды в озере варьируется в зависимости от времени года. Летом в результате засухи озеро местами пересыхает.

## Промышленность
Озеро имеет богатый запас минеральных веществ, в числе которых помимо соли, сульфат натрия и калия.
Озеро Аджигёль является вторым в мире по величине и единственным в Турции бессточным озером, имеющим чистые и натуральные запасы сульфата натрия.
Из 98 % натурального натрия, добываемого в Турции, 90 % добывается в данном озере. Вещества используется в производстве стекла, моющих средств, в текстильной промышленности.
Оцененные запасы сульфата натрия на поверхности составляют 12,5 млн тонн а общие запасы 70-80 млн тонн. Добыча производится частными компаниями и не превышает 100 000 тонн в год.

## Растительный и животный мир
На озере произрастает большое количество редких галофитных растений.
Также озеро является одной из важных орнитологических территорий: в окрестностях озера зарегистрировано около 170 видов птиц, среди которых фламинго, дикий гусь, дикая утка, а также более редкий шпорцевый чибис, шилоклювка, чайконосая крачка, морской зуёк и др.